# Aleuroclava vernoniae
Aleuroclava vernoniae es un hemíptero de la familia Aleyrodidae, con una subfamilia: Aleyrodinae. Fue descrita científicamente en 1994 por Meganathan & David.